# Mimi Tachikawa
Mimi Tachikawa (太刀川 ミミ?, Tachikawa Mimi) è un personaggio immaginario delle prime due stagioni dell'anime dedicato all'universo di Digimon, Digimon Adventure e Digimon Adventure 02.
Mimi è spesso descritta come una ragazza molto femminile - è viziata, svampita, vanitosa, egoista, formale e si lamenta di ogni cosa, ma è anche sensibile, ricercata, dolce e premurosa. Parla spesso dello shopping e della moda in generale. Mimi è anche abbastanza infantile ed è una ragazza innocente. Il suo Digimon partner è Palmon.
Possiede la Digipietra della Purezza (della Sincerità in Adventure 02).
È doppiata in giapponese da Ai Maeda in quasi tutti i media, da Hitomi Yoshida in Digimon Adventure tri. e da Monica Volpe in Digimon Adventure: Last Evolution Kizuna, e da Marika Kōno in Digimon Adventure: e in italiano da Michela Alborghetti in quasi tutti i media e da Monica Volpe in Digimon Adventure: Last Evolution Kizuna. Nell'episodio 25 della prima serie, entrambe le doppiatrici del personaggio (Maeda e Alborghetti), hanno cantato una versione ridotta di "I Wish", opening della prima serie.

## Preludio aDigimon Adventure
È stata testimone del combattimento Greymon/Parrotmon ed è così divenuta un Digiprescelto.

## Digimon Adventure
Quando arriva per la prima volta a Digiworld, Mimi ha dieci anni e frequenta la quarta elementare alla scuola elementare di Odaiba. Inizialmente sembra la classica ragazzina viziata che aggiunge un tocco di superficialità ad ogni situazione in cui si viene a trovare (nella versione americana, ad esempio, la si vede spesso notare quanto sia o non sia "elegante" un Digimon appena digievoluto). Nella versione giapponese, invece, è una ragazza ingenua e spensierata. Ha preso di nascosto l'attrezzatura da campeggio del padre per il campo estivo, pur sapendo che non le sarebbe servito, fino al momento del suo arrivo sull'Isola di File, facendo di lei una ragazza previdente, ma degli oggetti portati verrà utilizzata solo la bussola, resa smagnetizzata e inservibile a causa della polvere metallica che copre il mondo digitale. Sembra inoltre avere strani gusti in fatto di cucina, ereditati dai genitori, prediligendo il Nattō e lo zucchero, facendo presagire in anticipo il suo futuro visto nel finale della seconda stagione. Per la sua bellezza e innocenza, diventa il più delle volte l'oggetto del desiderio di Digimon dall'aspetto sgradevole quali Numemon, Sukamon e Chuumon. Possiede la Digipietra della Purezza (純真の紋章, Junshin no Monshō - traducibile anche come Digipietra dell'Empatia), che attiva durante una battaglia in cui Togemon sta combattendo contro DarkTyrannomon, quando Mimi è finalmente sincera con sé stessa e capisce che i suoi amici e la sua famiglia hanno bisogno del suo aiuto. Dopo aver versato una lacrima (simbolo della sua Digipietra), la sua Digipietra inizia a brillare, portando Togemon a superdigievolvere Lillymon, che si sbarazza facilmente di DarkTyrannomon. Quando Myotismon entra in scena e Lillymon prova a fermarlo, il Digimon malvagio usa la sua Ombra Paralizzante, la quale spedisce Lillymon in uno stato simile al coma. Il Digimon viene guarito successivamente da Wizardmon per la battaglia finale contro Myotismon. Mimi viene da una famiglia molto amorevole che sembra non avere mai problemi. Dopo avere visto i suoi genitori, risulta facile capire da dove la ragazza abbia preso il suo atteggiamento apparentemente spensierato; i genitori di Mimi sono molto emotivi, oltremodo viziati e persone molto espansive che si dimostrano a vicenda l'amore che provano in tutti i modi possibili.
Nonostante a volte non sembri assolutamente in contatto con la realtà, Mimi è senza dubbio uno dei personaggi più realistici ed espressivi della prima stagione, come dimostra quasi alla fine della serie quando decide (temporaneamente) di non poter più combattere al fianco degli altri Digiprescelti dopo aver visto tanti amici morire per il loro bene. La sua più cara amica nel gruppo sembra essere Sora, che è sempre la prima a confortare la ragazza nella maggior parte delle situazioni che la spaventano ed è la ragione principale del suo ravvedimento quando imprigiona Tai e Joe nel castello dei Gekomon e degli Otamamon, "colpevoli" di volerla portare via con loro dal castello.

### Our War Game!
Mimi è in vacanza alle Hawaii durante gli avvenimenti del film e pronuncia poche battute all'interno di esso; una delle quali è la sua segreteria telefonica, che parte quando Tai prova a chiamarla in preda al panico (nella versione americana la ragazza dice di "lasciare un brevissimo messaggio dopo il bip", lasciando al ragazzo giusto il tempo di dire "Mimi..." prima che la linea cada. Nella versione originale, la battuta di Mimi non è così lunga e Tai riesce a lasciare un messaggio appropriato). Un'altra delle battute di Mimi si può sentire nella cartolina che la ragazza manda a Tai, raccontando dettagli della sua vacanza. Un'altra ancora si sente in sottofondo ai "fuochi d'artificio" che esplodono nel cielo. Questi fuochi sono in realtà un tentativo del governo di intercettare una bomba nucleare che gli Stati Uniti avevano erroneamente lanciato a causa di Infermon. Durante la sigla finale del film (lasciata fuori dalla versione americana "Digimon - Il film") si può vedere una foto di Mimi e della sua famiglia di ritorno dalle Hawaii, molto più abbronzati di quando sono partiti.
Durante il film, Mimi ha una lettera a forma di cuore attaccata al muro della sua stanza mentre si trova alle Hawaii. Su di essa c'è scritto "A Mimi da Joe". Questo si è rivelato essere solo un errore di traduzione della versione americana, poiché in realtà questa è solamente una targhetta con il nome della ragazza.
Nel maggio del 2000, Mimi torna a Digiworld e rilascia il potere della sua Digipietra per liberare i Digimon Supremi. Conseguenza di ciò è l'impossibilità per Palmon di superdigievolvere Lillymon.

## Digimon Adventure 02
In Adventure 02, si apre improvvisamente un Digivarco per Digiworld dagli Stati Uniti, permettendo a Mimi di entrarvi. Come la ragazza faccia ad entrare non è mai completamente svelato; il Digivice originale non può aprire un varco, perlomeno a partire dal misterioso ingresso di Tai del primo episodio. Oltre al cambio di abbigliamento a cui vanno incontro tutti i Digiprescelti originali, Mimi cambia anche colore ai capelli prima di tornare al suo colore naturale. Un altro importante cambiamento avviene nel suo carattere, non più da ragazza svampita ed oltremodo viziata, come si può vedere quando spedisce lontano Sukamon e Chuumon con un pugno. Inoltre, Mimi torna in Giappone solo per partecipare al matrimonio della cugina.
Mimi gioca un importante ruolo nell'episodio che segna la prima apparizione di Arakenimon. La ragazza è intenta a giocare con diversi YukimiBotamon, mentre Palmon è alla ricerca di cibo. Mentre è in esplorazione, Palmon nota Arakenimon convertire un Obelisco di Controllo in un Rockmon. Arakenimon ordina quindi a Rockmon di distruggere la diga. Palmon corre ad avvisare Mimi, che avverte a sua volta tutti gli altri. Durante la battaglia, dopo che tutti e cinque i Digimon partner sono esausti e sconfitti, Mimi invia un messaggio a Ken per chiedergli aiuto nonostante le proteste di Cody e Yolei.

## Digimon Adventure tri.
Nel 2005 Mimi torna dagli Stati Uniti per frequentare lo stesso liceo di Tai e degli altri, ma lo stesso giorno del suo arrivo Tokyo si ritrova nuovamente sotto attacco da parte dei digimon, e per questo motivo non arriva in tempo per prendere parte alla battaglia all'aeroporto di Haneda.
In seguito, si unisce ai suoi vecchi compagni nel tentativo di scoprire la causa della nuova crisi digimon, ed è testimone della comparsa di Alphamon, cui lei e Palmon tentano vanamente di opporsi per poi venire salvate dal ritorno di Omnimon.
Gli anni passati in America hanno modificato profondamente il suo carattere, e da ragazzina viziata ed immatura si è tramutata invece in uno spirito libero, vivace e iperattiva. È la prima ad entrare in sintonia con Mei, la nuova prescelta del gruppo, che chiama affettuosamente Meimei.
Quando, durante il festival scolastico, Palmon e Gomamon vengono trasportati all'interno di una spaccatura dimensionale, dove si trovano costretti a combattere contro un apparentemente redivivo Imperatore Digimon (che in realtà è Gennai travestito) e il suo nuovo servitore Imperialdramon, Mimi riesce a far evolvere per la prima volta Palmon al livello Mega e a sconfiggere il nemico, che batte in ritirata.

## Epilogo
Nell'anno 2027, Mimi diventa una famosa cuoca che possiede un suo show televisivo di cucina il quale viene trasmesso in tutto il mondo. A Palmon piace aiutare Mimi nel suo show, ma il Digimon tende ad essere abbastanza goffo. Mimi ha anche un figlio che le somiglia molto. Il Digimon partner di suo figlio è un Tanemon, mentre suo marito non è mai menzionato.

### Hurricane Touchdown!/Supreme Evolution! The Golden Digimentals
TK e Kari sono in visita a New York. Mentre Mimi sta facendo una foto con una fotocamera digitale, accade qualcosa di strano. La ragazza entra in una cabina telefonica per connettervi il suo computer portatile e testare la connessione, ma scompare pochi istanti dopo. TK e Kari la vedono svanire e decidono di scoprire quale sia stata la causa di ciò.

### Diaboromon Strikes Back!
Nella prima parte del film, Mimi è su un aereo, in viaggio verso il Giappone dopo aver ricevuto una chiamata da parte di Izzy, e successivamente raggiunge l'aula computer dove si trovano lo stesso Izzy, TK e Kari, dalla quale osserva la battaglia finale tra i Digimon partner e Armageddemon.

### Michi e no Armor Shinka
Mimi si trova in un negozio con Sora e Kari. Le tre vengono però prese in ostaggio da Boltmon. Alla fine i Digiprescelti di Adventure 02 riescono ad usare le loro Digiuova per permettere ai loro Digimon di digievolvere e sconfiggere Boltmon.

### Natsu e no Tobira
Mimi, Willis e Davis si incontrano a New York durante una vacanza di Davis. Tuttavia, i tre vengono sorpresi da una tempesta di neve improvvisa, da strane lucciole e da una misteriosa ragazza che Mimi affettuosamente chiama Piccola Nat (Nat-chan in originale), dalla parola giapponese "natsu", "estate". La Piccola Nat si rivela però essere un terrificante Digimon artigliato e Mimi è costretta a rimanere a guardare la conclusione dello spaventoso incontro. Alla fine i ragazzi scoprono che la Piccola Nat vuole solamente essere il Digimon partner di Davis, così i tre si impegnano per trovarle un partner umano.

## Giochi di Digimon per Wonderswan
In Digimon Adventure 02: D-1 Tamers (il penultimo gioco della serie Wonderswan), Mimi è una dei tanti Digiprescelti reclutati dai Digimon Supremi per prendere parte ad un falso torneo che dovrebbe fungere da allenamento per Ryō Akiyama per la battaglia con la divinità malvagia Millenniummon. La ragazza inizialmente flirta con Ryo, chiedendogli anche un appuntamento quando viene sconfitta. Sfortunatamente, Ryo è affetto da amnesia e si limita a guardarla, confuso. Dopo che l'inganno viene svelato, Mimi è una dei primi a scusarsi, nonostante sia stata imbrogliata a sua volta.

## Character song
Mimi possiede quattro image song, "Itsudemo Aeru Kara" ("Perché possiamo sempre rincontrarci"), "Super Girl" ("Super ragazza"), "Open Your Heart" ("Apri il tuo cuore") e "Tomadoi" ("Confusione"), più una quinta con Palmon (Shihomi Mizowaki) chiamata "Happy Smile" ("Sorriso felice"). In Digimon Adventure Tri. ne possiede una quinta intitolata "Go My Way".

## Accoglienza
Justin Carter di Twinfinite ha classificato Mimi come il quarto miglior Digiprescelto. Honey's Anime ha considerato Mimi come il decimo personaggio più adorabile della serie.
Secondo un sondaggio condotto da Manga Entertainment, Mimi è risultata il quarto personaggio preferito dagli utenti, ottenendo il 10% delle preferenze.